# Andrew Manze
Andrew Manze (né le 14 janvier 1965 à Beckenham près de Londres), est un violoniste et chef d'orchestre britannique.

## Biographie
De formation musicale et littéraire à la Royal Academy of Music de Londres, il étudie le violon baroque auprès de Simon Standage, plus tard chez Lucy van Dael à La Haye. Il devient en 1988 premier violon de l'Amsterdam Baroque Orchestra sous la direction de Ton Koopman. En 1996, il est nommé premier violon et codirecteur de l'Academy of Ancient Music. Depuis 2003, il dirige l'ensemble The English Concert formé par Trevor Pinnock, poste qu'il cèdera à Harry Bicket en septembre 2007. Il interprète la musique de 1610 à 1830 depuis peu aussi avec des orchestres sur instruments modernes.
Il appartient au groupe de pointe des violonistes interprètes de musique baroque et reçoit régulièrement de multiples invitations d'ensembles baroques du monde entier, soit comme directeur ou en soliste. La presse britannique lui a donné le surnom de "Grappelli du violon baroque". Manze enseigne à la Royal Academy of Music.

## Distinctions
Ses enregistrements ont été distingués par de grands prix internationaux, comme le Grammophon Award, le Cannes Classical Award, le Diapason d'or, le prix de la critique du disque allemand, le prix Edison et bien d'autres.